# 1747 Wright
1747 Wright (1947 NH) là một tiểu hành tinh bay qua Sao Hỏa được phát hiện ngày 14 tháng 7 năm 1947 bởi C. A. Wirtanen ở Mount Hamilton.